# 武蔵野音楽大学附属高等学校
武蔵野音楽大学附属高等学校（むさしのおんがくだいがくふぞくこうとうがっこう）は、埼玉県入間市中神の武蔵野音楽大学入間キャンパスにある私立高等学校。武蔵野音楽大学の附属学校である。設置者は学校法人武蔵野音楽学園。

## 沿革
- 1973年 - 武蔵野高等学校設置認可
- 2005年 - 武蔵野音楽大学附属高等学校へ校名変更
- 2027年 - 東京都新キャンパスに移転予定[1]

## 著名な出身者
- 伏見憲明 - 作家
- 三浦聡子 - 女優、アナウンサー
- U-Key zone - 音楽プロデューサー
- 長島達也 - ピアニスト・指揮者
- 茂森あゆみ - 歌手

## アクセス
- 仏子駅より徒歩5分。

## 関連組織
- 武蔵野音楽大学
- 武蔵野音楽大学大学院音楽研究科
- 武蔵野音楽大学特修科（パルナソスエミネンス）
- 武蔵野音楽大学附属幼稚園
  - 武蔵野音楽大学第一幼稚園
  - 武蔵野音楽大学第二幼稚園
- 武蔵野音楽大学附属音楽教室
  - 武蔵野音楽大学附属江古田音楽教室
  - 武蔵野音楽大学附属入間音楽教室
  - 武蔵野音楽大学附属多摩音楽教室